# English as She Is Spoke
O novo guia da conversação em portuguez e inglez, cunoscută de obicei sub numele de English as She Is Spoke, este o carte din secolul al XIX-lea scrisă de Pedro Carolino, unele ediții atribuindu-i lui José da Fonseca calitatea de coautor. Cartea a fost concepută ca un ghid de conversație sau un dicționar frazeologic portugheză–engleză. Cu toate acestea, deoarece traducerile oferite sunt de obicei inexacte sau neidiomatice⁠(d), cartea este considerată o sursă clasică de umor neintenționat în traducere⁠(d).
Umorul provine în mare parte din utilizarea fără discernământ de către Carolino a traducerii literale⁠(d), care a dus la traducerea ineptă a multor expresii idiomatice. De exemplu, Carolino traduce expresia portugheză chover a cântaros prin „plouă în borcane” (raining in jars), în timp ce expresia engleză analogă este disponibilă sub forma „plouă în găleți” (raining buckets).
Se crede că Carolino nu vorbea engleza și că un dicționar francez-englez a fost folosit pentru a traduce o carte de fraze portugheză-franceză anterioară O novo guia da conversação em francês e português, scrisă de José da Fonseca. Carolino a adăugat probabil numele lui Fonseca la carte, fără permisiunea acestuia, în încercarea de a-i da credibilitate. Culegerea de fraze portugheză-franceză este aparent o lucrare competentă, fără defectele care o caracterizează pe cea portugheză-engleză.
Titlul English as She Is Spoke a fost dat cărții în reeditarea sa din 1883, dar expresia nu apare în cartea originală, nici cuvântul „spoke”.

## Istoricul publicării
- 1853 – La Paris, J.-P. Aillaud, Monlon e Ca au publicat o carte de expresii portugheză-franceză intitulată O novo guia da conversação em francês e português de José da Fonseca. Biblioteca Nacional de Portugal⁠(d) (Biblioteca Națională a Portugaliei) deține o copie a acestei cărți cu numărul de catalog L.686P. Un alt exemplar al acestei cărți se află în Bibliothèque nationale de France (Biblioteca Națională a Franței) sub numărul de catalog FRBNF30446608.
- 1855 – La Paris, J.-P. Aillaud, Monlon e Ca au publicat o carte de expresii portugheză-engleză intitulată O Novo Guia da Conversação, em Português e Inglês, em Duas Partes (literalmente, Noul ghid de conversație, în portugheză și engleză, în două părți ), cu autorul atribuit lui José da Fonseca și Pedro Carolino. O copie a acestei cărți se află în Bibliothèque nationale de France sub numărul de catalog FRBNF30446609. O altă copie se află la Bodleian Library⁠(d), Oxford.
- 1883 – Cartea a fost publicată la Londra sub numele de engleză ca She is Speke . Prima ediție americană, publicată la Boston, a apărut și anul acesta, cu o introducere de Mark Twain.
- 1969 – Cartea a fost republicată la New York de către Dover Publications⁠(d), sub titlul English as she is speak; noul ghid al conversației în portugheză și engleză (ISBN: 0-486-22329-9 ).
- 2002 – O nouă ediție editată de Paul Collins⁠(d) a fost publicată sub amprenta Collins Library⁠(d) a McSweeney's⁠(d) (ISBN: 0-9719047-4-X ).
- 2002 – Ediția braziliană a exemplarelor ediției din 1855 deținute la Bibliothèque nationale de France și la Biblioteca Bodleian, publicată de Casa da Palavra, Rio de Janeiro (ISBN: 85-87220-56-X ).
- 2004 – A fost publicată o versiune broșată revizuită a ediției Collins Library de mai sus (ISBN: 1-932416-11-0 ).

## Titluri înrudite
Expresia a inspirat și alte publicații, în special:
- English as she is wrote (1883)
- English as she is taught (1887), tot cu introducere de Mark Twain[6]
- Ingglish az she iz ortografiat (1885), de „Fritz Federheld” (pseudonim al lui Frederick Atherton Fernald)
- English Opera as She is Wrote (1918), operă burlescă⁠(d) organizată de Jane Joseph⁠(d), satirizând compozitori de operă precum Verdi, Wagner, Debussy, la care Gustav Holst⁠(d) a participat[7]
- Britain as she is visit, un ghid turistic fals, într-un stil similar cu cartea originală, de Paul Jennings⁠(d), British Life (M Joseph, 1976)
- Elvish as She Is Spoke (2006), de Carl F. Hostetter, din The Lord of the Rings 1954–2004: Scholarship in Honor of Richard E. Blackwelder (Marquette, 2006), ed. Wayne G. Hammond și Christina Scull[8]
- Rails as she is spoke (2012), un ghid plin de umor despre problemele POO în cadrul aplicației web Ruby on Rails, de Giles Bowkett[9]

## Notă explicativă
1. ↑  Titlul complet original este O novo guia da conversação em portuguez e inglez, ou Escolha de dialogos familiares sôbre varios assumptos,[1] arhaism portughez pentru „Noul ghid conversațional în portugheză și engleză, sau Alegerea dialogurilor familiare pe multe subiecte”.